# Gargar (Khojavend)
Gargar est un village d'Azerbaïdjan situé dans le raion de Khojavend.  Elle compte 577 habitants en 2005.